# Izland az 1968. évi téli olimpiai játékokon
Izland a franciaországi Grenoble-ban megrendezett 1968. évi téli olimpiai játékok egyik részt vevő nemzete volt. Az országot az olimpián 1 sportágban 4 sportoló képviselte, akik érmet nem szereztek.

## Alpesisí
Férfi
| Versenyző             | Versenyszám      | Selejtező | Selejtező | Selejtező | Selejtező | Döntő    | Döntő    | Döntő    | Döntő    | Döntő      | Döntő      |
| Versenyző             | Versenyszám      | 1. futam  | 1. futam  | 2. futam  | 2. futam  | 1. futam | 1. futam | 2. futam | 2. futam | Összesítés | Összesítés |
| Versenyző             | Versenyszám      | Idő       | Hely.     | Idő       | Hely.     | Idő      | Hely.    | Idő      | Hely.    | Idő        | Helyezés   |
| --------------------- | ---------------- | --------- | --------- | --------- | --------- | -------- | -------- | -------- | -------- | ---------- | ---------- |
| Kristinn Benediktsson | Műlesiklás       | 1:07,66   | 6.        | 1:02,05   | 3.        | kiesett  | kiesett  | kiesett  | kiesett  | kiesett    | kiesett    |
| Kristinn Benediktsson | Óriás-műlesiklás |           |           |           |           | 2:05,84  | 76.      | 2:03,03  | 69.      | 4:08,87    | 69.        |
| Reynir Brynjólfsson   | Műlesiklás       | 59,85     | 5.        | 1:04,70   | 3.        | kiesett  | kiesett  | kiesett  | kiesett  | kiesett    | kiesett    |
| Reynir Brynjólfsson   | Óriás-műlesiklás |           |           |           |           | 2:04,73  | 72.      | 2:00,58  | 65.      | 4:05,31    | 67.        |
| Björn Olsen           | Műlesiklás       | kizárták  | kizárták  | 58,46     | 3.        | kiesett  | kiesett  | kiesett  | kiesett  | kiesett    | kiesett    |
| Björn Olsen           | Óriás-műlesiklás |           |           |           |           | 2:05,79  | 75.      | 2:10,81  | 76.      | 4:16,60    | 72.        |
| Ivar Sigmundsson      | Műlesiklás       | 59,46     | 5.        | 1:02,20   | 3.        | kiesett  | kiesett  | kiesett  | kiesett  | kiesett    | kiesett    |
| Ivar Sigmundsson      | Óriás-műlesiklás |           |           |           |           | 2:03,42  | 71.      | 2:02,44  | 68.      | 4:05,86    | 68.        |